# Cantone di Sarreguemines
Il Cantone di Sarreguemines è una divisione amministrativa dell'arrondissement di Sarreguemines.
A seguito della riforma approvata con decreto del 18 febbraio 2014, che ha avuto attuazione dopo le elezioni dipartimentali del 2015, è passato da 1 a 20 comuni.

## Composizione
Prima della riforma del 2014 comprendeva il solo comune di Sarreguemines.
Dal 2015 i comuni appartenenti al cantone sono i seguenti 20:
- Bliesbruck
- Blies-Ébersing
- Blies-Guersviller
- Frauenberg
- Grosbliederstroff
- Hambach
- Hundling
- Ippling
- Kalhausen
- Lixing-lès-Rouhling
- Neufgrange
- Rémelfing
- Rouhling
- Sarreguemines
- Sarreinsming
- Wiesviller
- Willerwald
- Wittring
- Wœlfling-lès-Sarreguemines
- Zetting